# Reuven Amitai

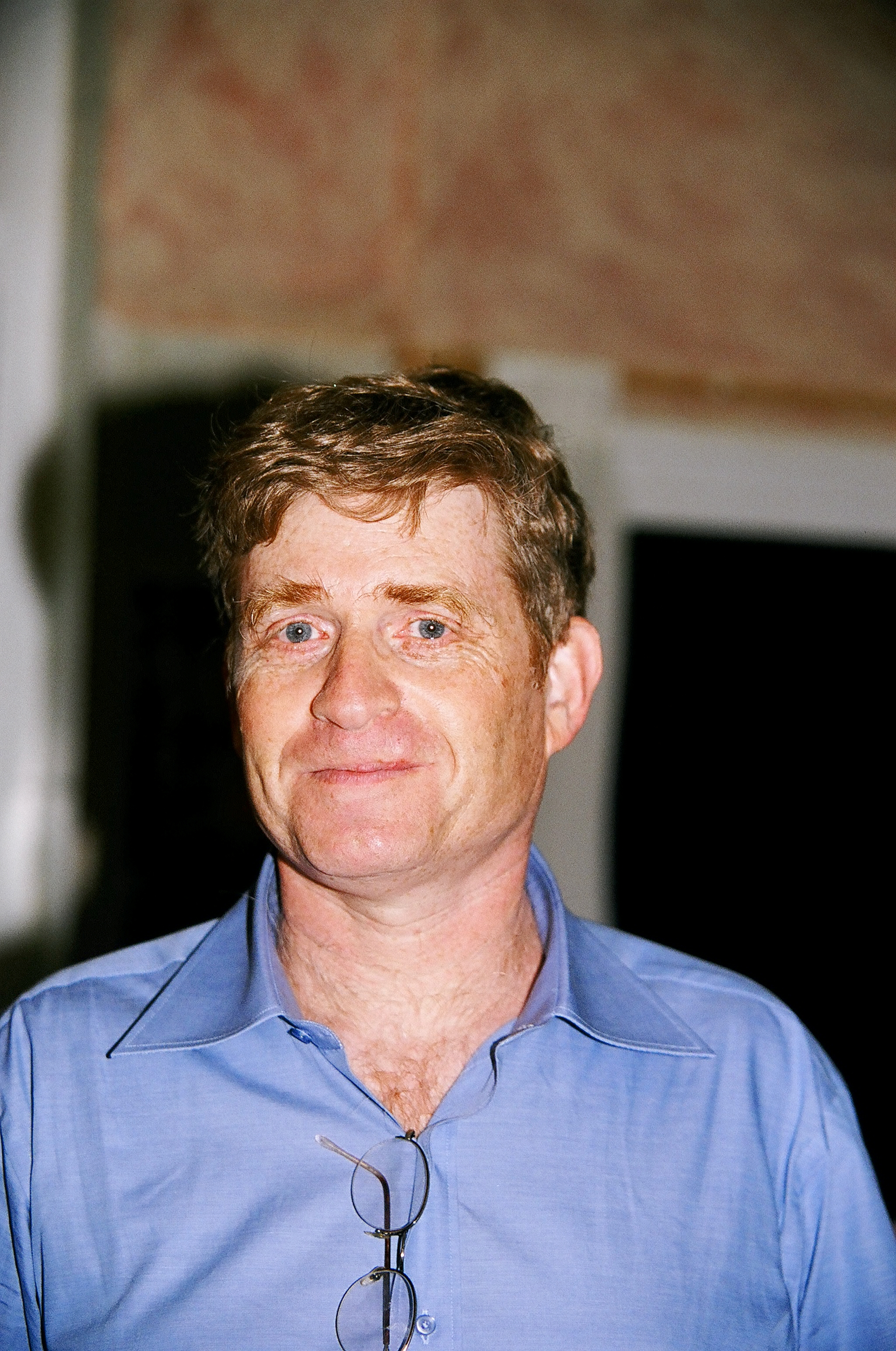
Professor Reuven Amitai

Reuven Amitai (auch Reuven Amitai-Preiss; * 1955 in Philadelphia, Pennsylvania) ist ein israelisch-amerikanischer Historiker und Orientalist.
Nach einem B.A. an der University of Pennsylvania emigrierte er 1976 nach Israel. Nach einigen Jahren in einem Kibbuz erwarb er an der Hebräischen Universität Jerusalem einen Master und 1990 ein Doktorat.
Er ist Eliyahu Elath Professor for Muslim History an der Hebrew University Jerusalem und bekleidete eine Vielzahl wichtiger Funktionen in der Hochschulhierarchie. So war er zweimal Direktor des Instituts für Asien- und Afrikastudien (2001–2004, 2008–2010), Leiter des Department of Islamic and Middle Eastern Studies (1997–2001) und ist seit 2010 Dekan der Geisteswissenschaftlichen Fakultät. Zudem war er der Gründungsdirektor des Nehemia Levtzion Center for Islamic Studies an der Hebräischen Universität (2004–2007).
Er absolvierte zahlreiche Forschungsaufenthalte u. a. an der Princeton University (1990–91), in Oxford (1996–97) und am zentralasiatischen Seminar der Universität Bonn (2004) und hatte eine Gastprofessur an der École pratique des hautes études, Bereich Religionswissenschaften in Paris inne (2007).

## Schriften
Eine recht umfangreiche Liste seiner Publikationen findet sich im OPAC der Regesta Imperii.